# أيومي غوتو
أيومي غوتو (باليابانية: 後藤亜由美؛ بالكانا: ごとう あゆみ) هي متزلجة فنية يابانية، ولدت في 4 فبراير 1993 في إيتشينوميا في اليابان.

## وصلات خارجية
- أيومي غوتو على موقع الاتحاد الدولي للتزلج (الإنجليزية)